# Abderrahmane Laabi
Pour l’article homonyme, voir Abdellatif Laâbi.
Abderrahmane Laabi, né le 19 octobre 1983, est un footballeur marocain qui joue actuellement en tant que défenseur avec l'AS Salé.